# Kungliga Preussen
För andra betydelser, se Preussen (olika betydelser).
Kungliga Preussen (polska Prusy Królewskie, tyska Königlich-Preußen) var de västra delen av Preussen som år 1466 blev en autonom stat som styrdes i personalunion av den polska kungen efter trettonåriga kriget mot Tyska orden 1453-1466. Området tillhörde ursprungligen till det slaviska Östpommern  / Pommerellen  och erövrades av Tyska orden 1309. De östra delarna av Tyska ordens stat som motsvarade Ostpreussen blev istället efter trettonåriga kriget vid freden i Toruń 1466 en polsk vasallstat och kallades Ordenspreussen. Kungliga Preussen existerade mellan 1466 och 1795, då det försvann tillsammans med Polen i Polens delningar 1772-1795.